# Górskie Szosowe Mistrzostwa Polski 2019
Górskie Szosowe Mistrzostwa Polski 2019 – zawody w kolarstwie szosowym mające wyłonić najlepszych zawodników i zawodniczki w Polsce w rywalizacji na odcinkach górskich.
Baza zawodów mieściła się w Sosnówce, a rywalizacja toczyła się na liczącej 14,5 kilometra pętli rozpoczynającej się i kończącej w Sosnówce, a biegnącej przez Borowice i Podgórzyn. W rywalizacji elity mężczyźni pętlę tę pokonywali osiem razy (116 kilometrów), a kobiety pięciokrotnie (72,5 kilometra). Zmagania elity mężczyzn odbyły się 25 sierpnia, a kobiet dzień wcześniej.
Oprócz zmagań elity przeprowadzono również rywalizację w niższych kategoriach wiekowych.

## Medaliści
| Górskie Szosowe Mistrzostwa Polski 2019 | Górskie Szosowe Mistrzostwa Polski 2019 | Górskie Szosowe Mistrzostwa Polski 2019 | Górskie Szosowe Mistrzostwa Polski 2019 | Górskie Szosowe Mistrzostwa Polski 2019    | Górskie Szosowe Mistrzostwa Polski 2019 | Górskie Szosowe Mistrzostwa Polski 2019 |
| Data                                    | Państwo                                 | Wyścig                                  | Zwycięzca                               | Drugie miejsce                             | Trzecie miejsce                         |                                         |
| --------------------------------------- | --------------------------------------- | --------------------------------------- | --------------------------------------- | ------------------------------------------ | --------------------------------------- | --------------------------------------- |
| 24 sie                                  | Polska                                  | Górskie szosowe mistrzostwa Polski      | Katarzyna Wilkos (Mat Atom Deweloper)   | Nikol Płosaj (UKS TFP Jedynka Mróz Kórnik) | Monika Brzeźna (Mat Atom Deweloper)     |                                         |
| 25 sie                                  | Polska                                  | Górskie szosowe mistrzostwa Polski      | Michał Podlaski (Wibatech Merx)         | Michał Paluta (CCC Development)            | Piotr Konwa (Wibatech Merx)             |                                         |

## Konkurencje indywidualne (elita)

### Mężczyźni (25 sierpnia)
| Sosnówka - Sosnówka |  | (116 km) |

W rywalizacji elity mężczyzn wystartowało 64 zawodników, a do mety dotarło 51 z nich. Złoty medal zdobył Michał Podlaski, srebro Michał Paluta, a brąz Piotr Konwa.
| \| Klasyfikacja generalna \| Klasyfikacja generalna \| Klasyfikacja generalna \| Klasyfikacja generalna \| Klasyfikacja generalna \| \| Kolarz \| Kolarz \| Państwo \| Drużyna \| Czas \| \| ---------------------- \| ---------------------- \| ---------------------- \| ---------------------------------- \| ---------------------- \| \| 1. \| Michał Podlaski \| Polska \| Wibatech Merx \| 3h 11' 08" \| \| 2. \| Michał Paluta \| Polska \| CCC Development \| + 10" \| \| 3. \| Piotr Konwa \| Polska \| Wibatech Merx \| + 21" \| \| 4. \| Artur Sowiński \| Polska \| VPM Porto Sant'Elpidio Monte Urano \| + 30" \| \| 5. \| Maciej Paterski \| Polska \| Wibatech Merx \| + 49" \| \| 6. \| Kamil Małecki \| Polska \| CCC Development \| + 1' 14" \| \| 7. \| Marek Rutkiewicz \| Polska \| Wibatech Merx \| + 1' 14" \| \| 8. \| Piotr Brożyna \| Polska \| CCC Development \| + 1' 32" \| \| 9. \| Kacper Wiszniewski \| Polska \| GKS Cartusia Bike Atelier \| + 2' 00" \| \| 10. \| Patryk Stosz \| Polska \| CCC Development \| + 3' 00" \| |                    |         |                                    |            |
| |                    |         |                                    |            |
| Źródło: Cycling Archives |                    |         |                                    |            |
| Klasyfikacja generalna |                    |         |                                    |            |
| Kolarz | Kolarz             | Państwo | Drużyna                            | Czas       |
| 1. | Michał Podlaski    | Polska  | Wibatech Merx                      | 3h 11' 08" |
| 2. | Michał Paluta      | Polska  | CCC Development                    | + 10"      |
| 3. | Piotr Konwa        | Polska  | Wibatech Merx                      | + 21"      |
| 4. | Artur Sowiński     | Polska  | VPM Porto Sant'Elpidio Monte Urano | + 30"      |
| 5. | Maciej Paterski    | Polska  | Wibatech Merx                      | + 49"      |
| 6. | Kamil Małecki      | Polska  | CCC Development                    | + 1' 14"   |
| 7. | Marek Rutkiewicz   | Polska  | Wibatech Merx                      | + 1' 14"   |
| 8. | Piotr Brożyna      | Polska  | CCC Development                    | + 1' 32"   |
| 9. | Kacper Wiszniewski | Polska  | GKS Cartusia Bike Atelier          | + 2' 00"   |
| 10. | Patryk Stosz       | Polska  | CCC Development                    | + 3' 00"   |

### Kobiety (24 sierpnia)
| Sosnówka - Sosnówka |  | (72,5 km) |

W rywalizacji elity kobiet na starcie stanęły 34 zawodniczki, a rywalizację ukończyło 27 z nich. Mistrzynią Polski została Katarzyna Wilkos, druga była Nikol Płosaj, a trzecia Monika Brzeźna.
| \| Klasyfikacja generalna \| Klasyfikacja generalna \| Klasyfikacja generalna \| Klasyfikacja generalna \| Klasyfikacja generalna \| \| Kolarz \| Kolarz \| Państwo \| Drużyna \| Czas \| \| ---------------------- \| ---------------------- \| ---------------------- \| ---------------------------------- \| ---------------------- \| \| 1. \| Katarzyna Wilkos \| Polska \| Mat Atom Deweloper \| 2h 18' 38" \| \| 2. \| Nikol Płosaj \| Polska \| UKS TFP Jedynka Mróz Kórnik \| + 1' 07" \| \| 3. \| Monika Brzeźna \| Polska \| Mat Atom Deweloper \| + 1' 07" \| \| 4. \| Aurela Nerlo \| Polska \| TKK Pacific Toruń - Nestlé Fitness \| + 1' 37" \| \| 5. \| Karolina Sowa \| Polska \| Mat Atom Deweloper \| + 2' 21" \| \| 6. \| Karolina Perekitko \| Polska \| Equano \| + 2' 29" \| \| 7. \| Agata Flis \| Polska \| LKS Atom Boxmet Dzierżoniów \| + 3' 19" \| \| 8. \| Barbara Borowiecka \| Polska \| TKK Pacific Toruń - Nestlé Fitness \| + 4' 47" \| \| 9. \| Paulina Klimas \| Polska \| Klub Sportowy GVT \| + 5' 46" \| \| 10. \| Weronika Humelt \| Polska \| Mat Atom Deweloper \| + 8' 49" \| |                    |         |                                    |            |
| |                    |         |                                    |            |
| Źródło: Cycling Quotient |                    |         |                                    |            |
| Klasyfikacja generalna |                    |         |                                    |            |
| Kolarz | Kolarz             | Państwo | Drużyna                            | Czas       |
| 1. | Katarzyna Wilkos   | Polska  | Mat Atom Deweloper                 | 2h 18' 38" |
| 2. | Nikol Płosaj       | Polska  | UKS TFP Jedynka Mróz Kórnik        | + 1' 07"   |
| 3. | Monika Brzeźna     | Polska  | Mat Atom Deweloper                 | + 1' 07"   |
| 4. | Aurela Nerlo       | Polska  | TKK Pacific Toruń - Nestlé Fitness | + 1' 37"   |
| 5. | Karolina Sowa      | Polska  | Mat Atom Deweloper                 | + 2' 21"   |
| 6. | Karolina Perekitko | Polska  | Equano                             | + 2' 29"   |
| 7. | Agata Flis         | Polska  | LKS Atom Boxmet Dzierżoniów        | + 3' 19"   |
| 8. | Barbara Borowiecka | Polska  | TKK Pacific Toruń - Nestlé Fitness | + 4' 47"   |
| 9. | Paulina Klimas     | Polska  | Klub Sportowy GVT                  | + 5' 46"   |
| 10. | Weronika Humelt    | Polska  | Mat Atom Deweloper                 | + 8' 49"   |